# Anthony Terras
Anthony Terras (ur. 21 czerwca 1985 w Marsylii) – francuski strzelec sportowy, brązowy medalista olimpijski.
Specjalizuje się w konkurencji skeet. Na igrzyskach olimpijskich w 2008 roku w Pekinie zdobył brązowy medal. W finale przegrał z Amerykaninem Vincentem Hancockiem i Norwegiem Torem Brovoldem o jeden punkt.

## Igrzyska olimpijskie
| Igrzyska | Miejscowość    | Konkurencja | Kwalifikacje | Kwalifikacje | Finał | Finał   |
| Igrzyska | Miejscowość    | Konkurencja | Wynik        | Pozycja      | Wynik | Pozycja |
| -------- | -------------- | ----------- | ------------ | ------------ | ----- | ------- |
| IO 2004  | Ateny          | Skeet       | 121          | 9.           | NQ    | NQ      |
| IO 2008  | Pekin          | Skeet       | 120          | 3. Q         | 144   | brąz    |
| IO 2012  | Londyn         | Skeet       | 117          | 17.          | NQ    | NQ      |
| IO 2016  | Rio de Janeiro | Skeet       | 121          | 8.           | NQ    | NQ      |